# NGC 1251
NGC 1251 je dvojna zvijezda u zviježđu Kitu. 

## Vanjske poveznice
- SEDS: NGC 1251